# Roches-sur-Marne
Roches-sur-Marne ist eine französische Gemeinde mit 583 Einwohnern (Stand: 1. Januar 2022) im Département Haute-Marne in der Region Grand Est (vor 2016 Champagne-Ardenne). Sie gehört zum Arrondissement Saint-Dizier und ist Mitglied im Gemeindeverband Communauté d’agglomération du Grand Saint-Dizier, Der et Vallées. Die Bewohner werden Rochois und Rochoises genannt.

## Geographie
Roches-sur-Marne liegt etwa acht Kilometer ostsüdöstlich des Stadtzentrums von Saint-Dizier an der Marne. Umgeben wird Roches-sur-Marne von den Nachbargemeinden Ancerville im Norden, Chamouilley im Osten, Eurville-Bienville im Süden sowie Saint-Dizier im Westen und Nordwesten.

## Bevölkerungsentwicklung
| Jahr                       | 1962 | 1968 | 1975 | 1982 | 1990 | 1999 | 2006 | 2011 | 2017 |
| -------------------------- | ---- | ---- | ---- | ---- | ---- | ---- | ---- | ---- | ---- |
| Einwohner                  | 423  | 449  | 503  | 558  | 673  | 624  | 606  | 572  | 557  |
| Quellen: Cassini und INSEE |      |      |      |      |      |      |      |      |      |

## Sehenswürdigkeiten

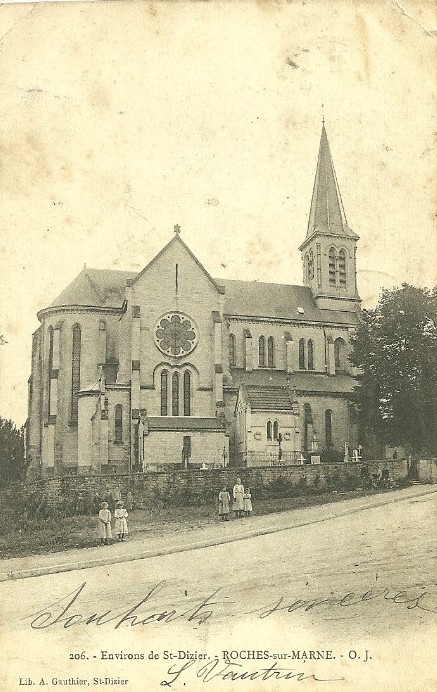
Kirche Saint-Martin (Postkarte Anfang des 20. Jahrhunderts)

- Kirche Saint-Martin